# Křesín
Křesín är en ort i Tjeckien.   Den ligger i regionen Ústí nad Labem, i den nordvästra delen av landet, 50 km nordväst om huvudstaden Prag. Křesín ligger 168 meter över havet och antalet invånare är 307.
Terrängen runt Křesín är huvudsakligen platt, men åt sydväst är den kuperad. Křesín ligger nere i en dal. Runt Křesín är det ganska glesbefolkat, med 42 invånare per kvadratkilometer. Närmaste större samhälle är Litoměřice, 18,8 km nordost om Křesín. Trakten runt Křesín består till största delen av jordbruksmark.